# モエシア

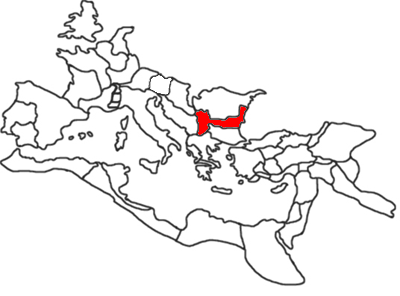
モエシア属州の位置（120年頃のローマ帝国）

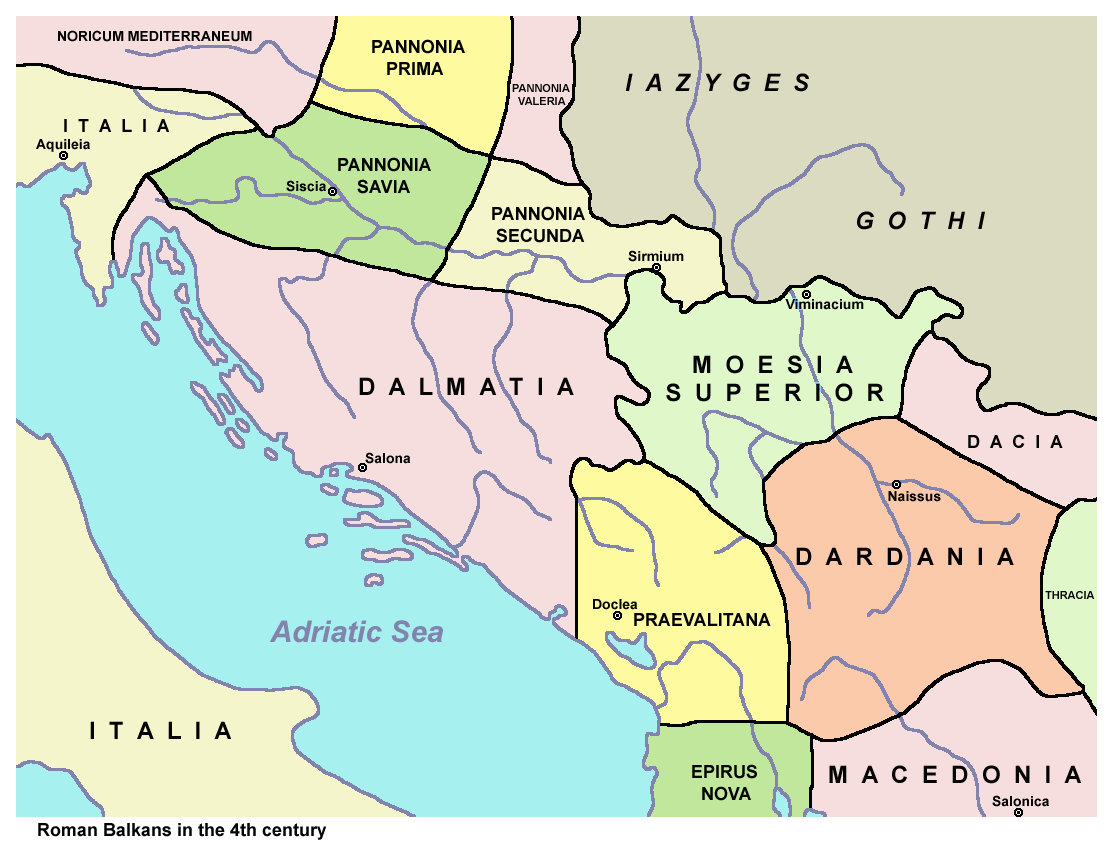

モエシア（ラテン語: Moesia）は、古代ローマの属州であり、現在のセルビアとブルガリアの領域に位置した。古代の地理でいうとモエシアは、南はバルカン山脈（ハエモナ山、Haemus）とシャール山（スカルディス山、Scardus)、西はドリナ川（ドリヌス川、Drinus）、北はドナウ川（ダヌビウス川、Danubius） 、そして東は黒海（エウクシヌス海、Euxinus）に囲われていた。この地域の住民は主にトラキア人とイリュリア人であった。地名は、当地に住んでいたトラキア人のモエシ族（Moesi）に由来する。

## 歴史
紀元前75年、共和政ローマのマケドニア属州のプロコンスルであるガイウス・スクリボニウス・クリオが、ドナウ川に至るまでのモエシア地方に軍を遠征し、この地方の部族に対して勝利を収めた。そしてこの地域は、第一回三頭政治の一角を占めたマルクス・リキニウス・クラッススによって完全に制圧され、その後アウグストゥス治世の紀元前29年前後の規定によってマケドニア属州のプロコンスルが支配すると定められた。この地域がローマ帝国のモエシア属州として確立されるのはアウグストゥス帝の晩年であり、そのことは総督カエキナ・セウェルスによって西暦6年に言及されている（Dio Cassius lv. 29）。
モエシア属州を統治したのはコンスル格の総督（レガトゥス）であり、アカエア属州とマケドニア属州も同時に統治したと思われる。モエシアは元々は単一の属州だったが、ローマ皇帝ドミティアヌスの時代（87年頃）に分割され、セブルス川（Cebrus）を境界に西側がモエシア・スペリオル属州（上モエシア、高地モエシアとも）、東側がモエシア・インフェリオル属州（下モエシア、低地モエシア。リパ・トラキア（Ripa Thracia）とも呼ばれた）となった。それぞれ、コンスル格の総督と皇帝属吏（procurator）に支配された。ただし境界線についてはもっと西だったという説もある。なお、属州の州都はモエシア・スペリオルがウィミナキウム（Viminacium、現：コストラク）、モエシア・インフェリオルはトミス（Tomis、現：コンスタンツァ）にそれぞれ設置された。
モエシアは国境に面する属州なので、ドナウ川南岸には多くの駐屯地や要塞が築かれ、スキタイ人やサルマタイ人の侵入を防ぐために、アクシオポリス（Axiopolis）からトミスに至る防壁が築かれた。

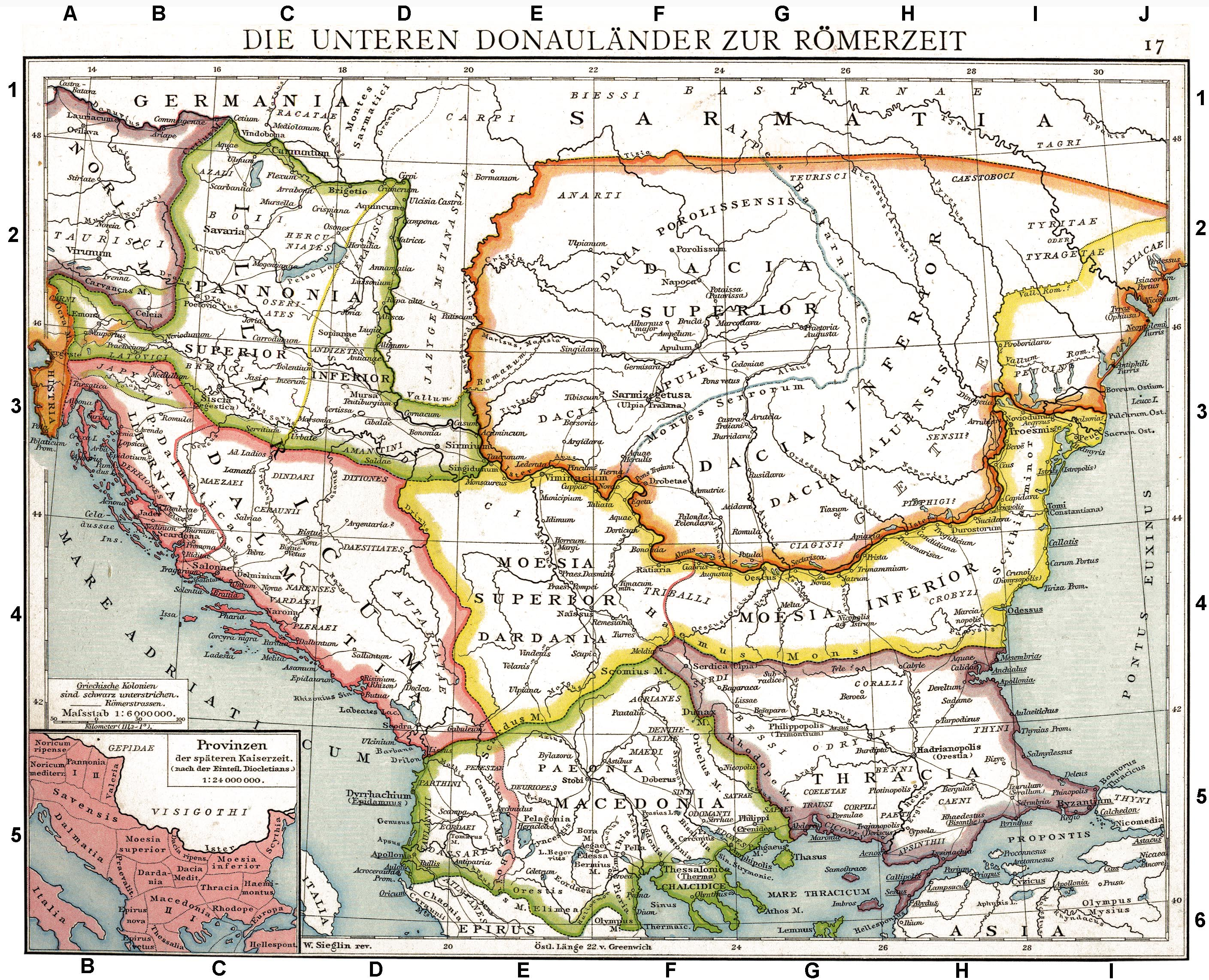
古代のモエシア周辺の地図（Alexander G. Findlay's Classical Atlas to Illustrate Ancient Geography, New York, 1849）

238年以降、モエシアは何度と無くカルピ族とゴート族に襲来され、250年頃にゴート族がモエシアの侵略に部分的に成功、251年には2人の皇帝デキウスとヘレンニウス・エトルスクスがモエシア領内のアブリットゥス（現：ラズグラト）で戦死した（アブリットゥスの戦い）。
ローマ皇帝ルキウス・ドミティウス・アウレリアヌス（270年-275年）の時代、モエシアの安全を保障する代わりにダキア属州をゴート人に譲渡し、ダキアにいたローマ市民をドナウ川の南に移住させた。その後は、モエシアの中央部は ダキア・アウレリアーナ（Dacia Aureliana） と呼ばれるようになった（後にダキア・リペンシスとインテリアとに分かれた）。モエシア・スペリオルの中のダルダニアと呼ばれる地域は、皇帝ディオクレティアヌスの時代に特別な属州と定義され、コンスタンティヌス1世が272年に生まれたナイッスス（現：ニシュ）が首都とされた。
この後、ディオクレティアヌス帝はモエシア・スペリオルをモエシア・プリマ（Moesia Prima）と改名し、モエシア・インフェリオルはモエシア・セクンダ（Moesia Secunda）とスキュティア・ミノル（Scythia Minor）の2つに分割した。モエシア・セクンダには第1軍団イタリカや第11軍団クラウディアなどが駐留した。また、スキュティア・ミノルには第1軍団イオウィアや第2軍団ヘルクリアなどが駐留した。
376年、フン族の侵入に押し出される形で、ゴート族が再びドナウ川を渡って侵入してきた。そして、ゴート族は当時のローマ皇帝ウァレンスの許しを得てモエシアに移住した。しかし、和解のすぐ後に争いが再発し、フリティゲルン率いるゴート族は、378年のハドリアノポリスの戦いによってウァレンス帝率いるローマ軍を破った。こうして、モエシアの地域はゴート族の国となった。このゴート族の中で、聖書のゴート語訳本を作ったウルフィラ（Ulfilas）が有名である。
7世紀にスラヴ人とブルガール人がこの領域に侵入し、セルビアとブルガリアの王国を築き上げた。

## 主な都市
モエシア・スペリオルの主要都市

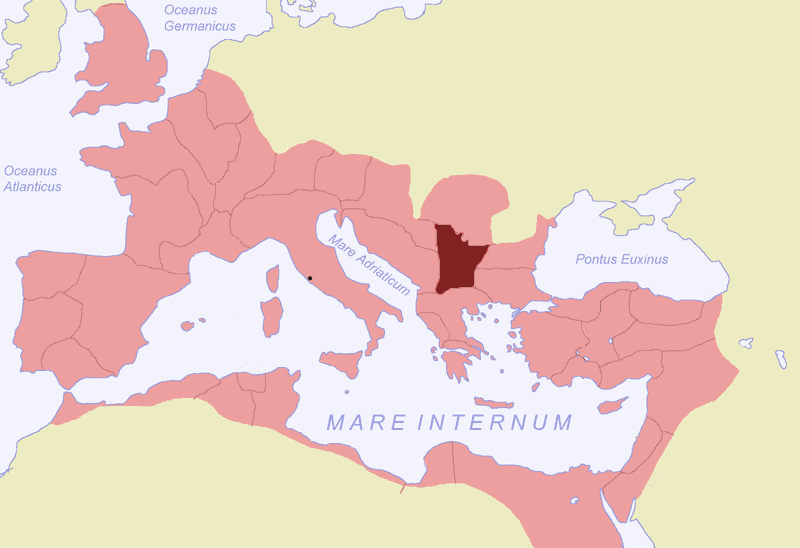
モエシア・スペリオル属州の位置

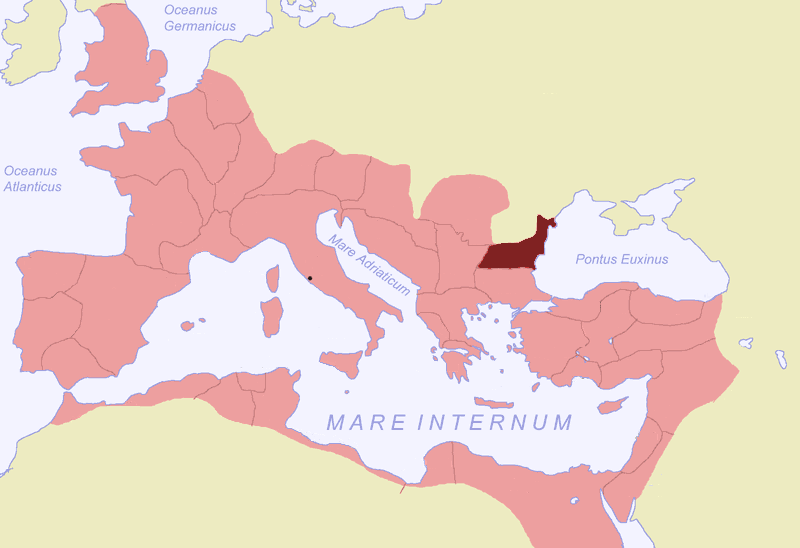
モエシア・インフェリオル属州の位置

- ウィミナキウム（Viminacium、現コストラク、州都)
- シンギドゥヌム（Singidunum、現ベオグラード）
- レメシアナ（Remesiana、現ベラ・パランカ)
- ボノニア（Bononia、現ヴィディン）
- ラティアリア（Ratiaria、現アルカール）

モエシア・インフェリオルの主要都市 
- トミス（Tomis、現コンスタンツァ、州都）詩人オウディウスが没した地
- オデッスス（Odessus、現ヴァルナ）
- オエスクス（Oescus、現ギゲン）
- ノウァエ（Novae、現スヴィシュトフ近郊）東ゴート王国の創始者テオドリック大王の主要拠点

上の二つはギリシア人の都市で、イストロス、メサンブリア、アポロニアと合わせてペンタポリスを形成した。

## 参考資料
- この記事にはアメリカ合衆国内で著作権が消滅した次の百科事典本文を含む: Chisholm, Hugh, ed. (1911). "Moesia". Encyclopædia Britannica (英語). Vol. 18 (11th ed.). Cambridge University Press. p. 643.